# Verbascum schultzianum
Verbascum schultzianum är en flenörtsväxtart som beskrevs av Philipp Wilhelm Wirtgen. Verbascum schultzianum ingår i släktet kungsljus, och familjen flenörtsväxter. Inga underarter finns listade i Catalogue of Life.